# 72 Seasons
72 Seasons es el duodécimo álbum de estudio del grupo musical estadounidense de metal Metallica. Fue lanzado el 14 de abril de 2023, por su propio sello Blackened Recordings. El álbum es producido por Greg Fidelman, quien produjo el álbum de estudio anterior de la banda, Hardwired... to Self-Destruct (2016), es el segundo álbum de estudio de la banda que se lanzó a través de Blackened y al igual que su predecesor, todas sus canciones tienen un video musical. Es el álbum, seguido solamente de Load (1996), con mayor minutaje de su carrera, con una duración total de 01:17:11.

## Antecedentes
En una entrevista con el podcast oficial de la revista australiana The Music en marzo de 2019, el bajista Robert Trujillo dijo que Metallica había comenzado a tocar material nuevo para su próximo álbum de estudio. "Estoy entusiasmado con el próximo disco porque creo que también será la culminación de los dos discos [anteriores] y otro viaje. No hay escasez de ideas originales, esa es la belleza de estar en esta banda". Él estimó que el álbum se lanzaría "mucho antes que los dos anteriores... esta vez creo que podremos saltar mucho más rápido y saltar al estudio y comenzar a trabajar. Todos hemos prometido poner esto en marcha más pronto que tarde".
En una entrevista con la revista australiana Mixdown el mes siguiente, el guitarrista Kirk Hammett dijo que la banda tenía planes tentativos de ingresar al estudio después de la conclusión de su WorldWired Tour en apoyo de Hardwired... to Self-Destruct. Dijo: "Estamos en nuestro tercer año desde Hardwired. Tal vez podamos concentrarnos un poco más y entrar al estudio un poco antes". Al no haber contribuido con ningún escrito a Hardwired... to Self-Destruct después de perder accidentalmente su teléfono que contenía ideas de riffs en el aeropuerto de Copenhague en 2014, Hammett dijo con respecto a sus ideas para el nuevo álbum: "Tengo un montón de material. He superado -compensado, así que estoy listo para irme en cualquier momento".
En abril de 2020, en medio de la pandemia de COVID-19, el baterista Lars Ulrich dijo en una entrevista con Marc Benioff que Metallica podría trabajar en su próximo álbum de estudio durante la cuarentena. Trujillo le dijo a The Vinyl Guide en junio que la banda estaba "emocionada por cultivar nuevas ideas" para su nuevo álbum. "Nos comunicamos todas las semanas, lo cual es realmente genial, por lo que tenemos nuestra conexión intacta [...] lo que hemos comenzado a hacer es básicamente concentrarnos en nuestros estudios caseros y ser creativos desde nuestros hogares y navegar a través de ideas y construir sobre nuevas ideas Y en eso estamos ahora mismo". También dijo que la banda estaba trabajando para eventualmente ingresar a un estudio para grabar el álbum. En noviembre, Ulrich dijo en una entrevista con Phoebe Bridgers para Rolling Stone que la banda llevaba "tres o cuatro semanas escribiendo bastante en serio" y afirmó al mes siguiente que el nuevo álbum sería el mejor de la banda hasta el momento, diciendo "Es el más pesado". cosa, lo más chulo [...] pero bromas aparte, si no fuera porque pensábamos que el mejor disco aún estaba por delante, entonces ¿para qué seguir haciéndolo?". Continuó en enero de 2021 diciendo que el progreso en el álbum había sido "glacial", mientras que el vocalista y guitarrista James Hetfield dijo en mayo que "están de gira o escribiendo, así que COVID eligió por nosotros pero, sí, [lanzaremos] un montón de canciones. Escribimos bastantes canciones".

## Lanzamiento y promoción
El 28 de noviembre de 2022, Metallica anunció el título del nuevo álbum de estudio, la fecha de lanzamiento, la lista de canciones y una gira promocional por Norteamérica y Europa, con Pantera, Five Finger Death Punch, Ice Nine Kills, Greta Van Fleet, Architects, Volbeat y Mammoth WVH. titulado M72 World Tour. Posteriormente, el grupo musical lanzó el primer sencillo del álbum, «Lux Æterna», junto con un video musical.
El segundo sencillo fue lanzado el 19 de enero de 2023, «Screaming Suicide», junto con su respectivo video musical.
El tercer sencillo fue lanzado el 1 de marzo de 2023, «If Darkness Had a Son», junto a su video musical. Su cuarto sencillo «72 Seasons», junto con su video musical, fue lanzado el 30 de marzo de 2023.

## Lista de canciones
| N.º     | Título                   | Escritor(es)               | Duración |  |
| 1.      | «72 Seasons»             | Hetfield, Ulrich, Hammett  | 7:39     |  |
| 2.      | «Shadows Follow»         | Hetfield, Ulrich           | 6:12     |  |
| 3.      | «Screaming Suicide»      | Hetfield, Ulrich, Trujillo | 5:31     |  |
| 4.      | «Sleepwalk My Life Away» | Hetfield, Ulrich, Trujillo | 6:56     |  |
| 5.      | «You Must Burn!»         | Hetfield, Ulrich, Trujillo | 7:03     |  |
| 6.      | «Lux Æterna»             | Hetfield, Ulrich           | 3:22     |  |
| 7.      | «Crown of Barbed Wire»   | Hetfield, Ulrich, Hammett  | 5:49     |  |
| 8.      | «Chasing Light»          | Hetfield, Ulrich, Hammett  | 6:45     |  |
| 9.      | «If Darkness Had a Son»  | Hetfield, Ulrich, Hammett  | 6:36     |  |
| 10.     | «Too Far Gone?»          | Hetfield, Ulrich           | 4:34     |  |
| 11.     | «Room of Mirrors»        | Hetfield, Ulrich           | 5:34     |  |
| 12.     | «Inamorata»              | Hetfield, Ulrich           | 11:10    |  |
| 1:17:11 |                          |                            |          |  |

## Créditos
- James Hetfield - Voz, guitarra rítmica.
- Lars Ulrich - Batería.
- Kirk Hammett - Guitarra líder.
- Robert Trujillo - Bajo eléctrico, voz en You Must Burn!.[16]